# Oswald Dreyer-Eimbcke

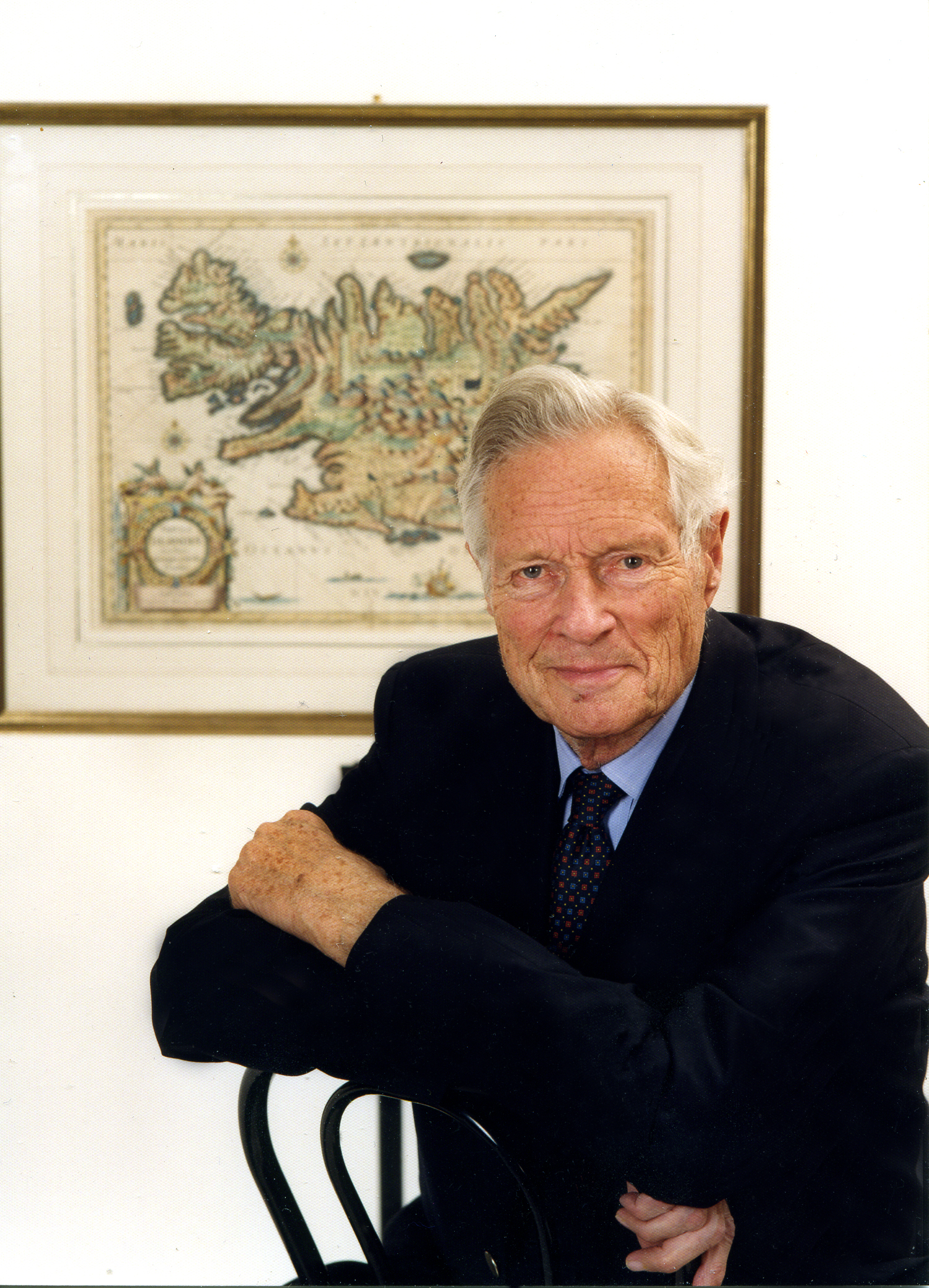
Oswald Dreyer-Eimbcke

Ernst-Oswald Dreyer-Eimbcke (* 12. November 1923 in Hamburg; † 3. September 2010 in Wohltorf am Sachsenwald) war hanseatischer Unternehmer (Schiffsmakler), Publizist, kartographischer Experte, Honorarkonsul der Republik Chile in Schleswig-Holstein (1968–1994) und der Republik Island in Hamburg (1973–2005) sowie zuletzt Ehrenpräsident der Gesellschaft der Freunde Islands e. V. Hamburg.

## Leben und Wirken

### Berufliche Entwicklung
Oswald Dreyer-Eimbcke wurde in Hamburg geboren und wuchs während der Zeit der Weimarer Republik und des Nationalsozialismus als Sohn des renommierten Unternehmers Ernst Dreyer-Eimbcke und dessen Ehefrau Susanne auf. Sein Vater war Miteigentümer der bekannten Hamburger Schiffsmaklerfirma Theodor & F. Eimbcke, die von 1927 bis 1986 zugleich als Hauptagentur der isländischen Schifffahrtsgesellschaft „H.F. Eimskipafelag Islands“ fungierte. Ernst Dreyer-Eimbcke bekleidete seit 1962 das Amt des Generalkonsuls von Island in Hamburg.
Nach Oswalds Schulzeit erfolgte die kaufmännische Lehre, die durch den Zweiten Weltkrieg jäh unterbrochen wurde. Er erhielt die Einberufung als Soldat und musste bald an die Ostfront. Während des Kriegsverlaufs geriet er in sowjetische Gefangenschaft, aus der er 1947 als Siebenundzwanzigjähriger in seine Heimatstadt Hamburg in der damaligen Britischen Besatzungszone (BBZ) zurückkehrte.
Die Ausbildung zum Schiffsmakler führte Oswald Dreyer-Eimbcke u. a. nach Großbritannien (London), die USA (New York), Chile, Saudi-Arabien, Indien und Pakistan. Nach seiner Ausbildung wurde er einer der Geschäftsführer des Unternehmens mit dessen traditionellen Beziehungen zu Island. Im Jahre 1955 konnte er gemeinsam mit seiner Frau Erika zum ersten Mal Island besuchen. Im Laufe seines Lebens sollten ihn insgesamt achtzig Reisen in das nördlichste Land Europas führen.

### Publizistisches Schaffen und konsularische Tätigkeit für Chile und Island
Im Jahre 1960 übernahm er den Vorsitz der 1950 gegründeten „Gesellschaft der Freunde Islands Hamburg e. V.“ (GdFI), den er fünfunddreißig Jahre (bis 1995) ausübte. Oswald Dreyer-Eimbcke entwickelte ein breites publizistisches Schaffen und wurde Initiator der Island-Berichte, deren erstes Heft im gleichen Jahr erschien. Die Island-Berichte, die in der Folgezeit mehrmals im Jahr herausgegeben wurden, fusionierten 1995 mit der Zeitschrift Islandklukka der „Deutsch-Isländischen Gesellschaft Köln e. V.“ (DIG) zum gemeinsamen Vereinsorgan ISLAND beider Schwester-Gesellschaften. Auch die Herausgabe der Deutsch-Isländischen Jahrbücher, die im Zeitraum von 1959 bis 1996 erschienen, geht maßgeblich auf ihn zurück.
Während dieser Zeit, insbesondere seit seiner Berufung zum Honorarkonsul von Island in Hamburg 1973, förderte er die gegenseitigen Besuche der beiden größten deutschen Islandgesellschaften GdFI und DIG mit der Germania in Reykjavík, um die bilateralen Beziehungen zwischen beiden Völkern und Staaten zu vertiefen. Das Amt des isländischen Honorarkonsuls, d. h. Wahlkonsuls, in Hamburg übte er bis 2005 aus. Bereits 1968 war Oswald Dreyer-Eimbcke zum Honorarkonsul der Republik Chile in Schleswig-Holstein ernannt worden. Er vertrat Chile In Schleswig-Holstein konsularisch bis 1994. Als isländischer Konsul und Vorsitzender der Islandfreunde Hamburgs, förderte er während der Wendezeit in der DDR die dort 1989/90 entstandene Vereinigung „Islandfreunde Mecklenburg-Vorpommerns“ mit Sitz in Greifswald, die sich in der Folgezeit der GdFI anschloss.
Von 1970 bis 1986 war Dreyer-Eimbcke Vorsitzender der „Vereinigung Hamburger Schiffsmakler und Schiffsagenturen“ e. V., des Weiteren übte er über Jahre den Vorsitz der „Vereinigung der Freunde des Tropeninstituts Hamburg“ e. V. aus. Dazu kamen von 1981 bis 1986 die Funktionen eines Plenumsmitglieds der Handelskammer Hamburg – Ausschuss für Informatik und Hafenpolitik – und des Vorsitzenden der „Unabhängigen Kommission Sturmfluten“ des Hamburger Senats von 1985 bis 1989 hinzu.

### Mäzen und kartographischer Experte

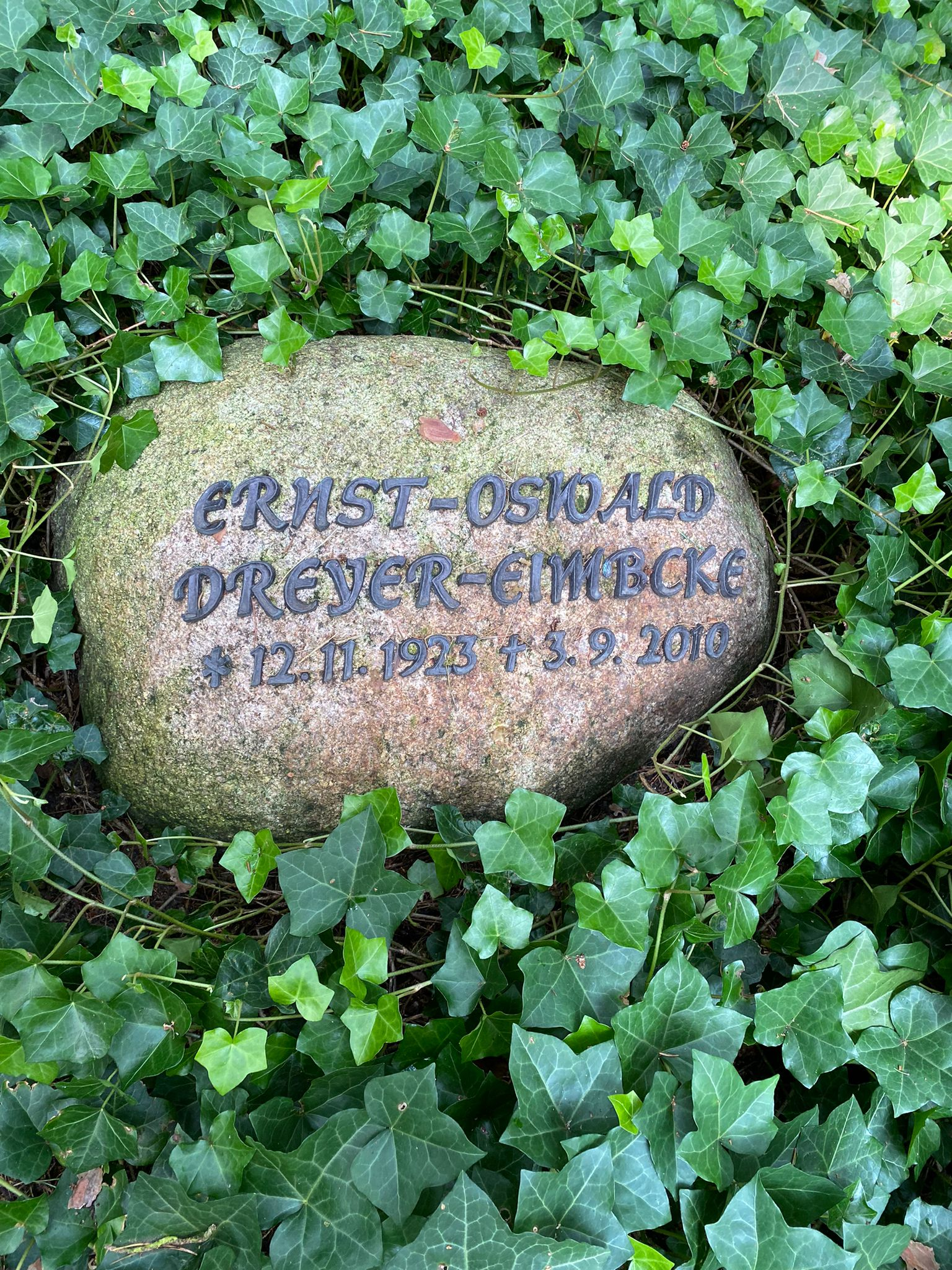
Kissenstein in der Familiengrabstätte auf dem Waldfriedhof Aumühle

Trotz zahlreicher Verpflichtungen im In- und Ausland fand er dennoch Zeit und Muße, sich seit 1968 intensiv dem Sammeln alter Karten und ihrer weiteren Erforschung zu widmen. Er besaß wahrscheinlich die umfangreichste Sammlung isländischer Land- und Seekarten in Deutschland. Als 1986 der „Freundeskreis für Cartographica in der Stiftung Preußischer Kulturbesitz“ e. V. ins Leben gerufen wurde, wählte man ihn zum Vorsitzenden. Seine kartographischen Aktivitäten und Sachkenntnis widerspiegelten sich auch in der Ehrenmitgliedschaft der „Geographischen Gesellschaft“ in Hamburg und im Amt des Präsidenten der „Internationalen Map Collector Society“ (IMCoS) in London, das er als erster Ausländer von 1995 bis 2002 bekleidete.
Seit längerem von schwerer Krankheit gezeichnet, verstarb Oswald Dreyer-Eimbcke im Alter von 87 Jahren am 3. September 2010 zu Hause in Wohltorf am Sachsenwald im Umland von Hamburg. Er hinterließ seine Frau Erika, eine Sachbuchautorin, und seine Tochter Birgit Angerer mit drei Enkeltöchtern. „Mit dem Tod von Oswald Dreyer-Eimbcke verabschiedete sich einer der bekanntesten Islandfreunde in Deutschland (sowie) eine große Persönlichkeit, welche die deutsch-isländischen Beziehungen in den letzten Jahrzehnten maßgeblich geprägt hat“ (S. Schopka 2010).
Beigesetzt wurde Dreyer-Eimbcke in der Familiengrabstätte auf dem Waldfriedhof in Aumühle.

## Auszeichnungen
Bundesverdienstkreuz am Bande (BRD), Ritterkreuz des Falkenordens der Republik Island (1974), Großritterkreuz des Falkenordens der Republik Island (2002), Ehrenorden „Del Libertador Bernardo O’Higgins“ der Republik Chile (1994).

## Schrifttum
Das umfangreiche Schrifttum Oswald Dreyer-Eimbckes widerspiegelt sich insbesondere in den „Island-Berichten“ der Gesellschaft der Freunde Islands e. V. Hamburg (GdFI), der Vereinszeitschrift „Islandklukka“ (Islandglocke) der Deutsch-Isländischen Gesellschaft e. V. Köln (DIG), den Deutsch-Isländischen Jahrbüchern, der Zeitschrift ISLAND der DIG Köln und GdFi Hamburg, den Mitteilungen des Freundeskreises Cartographica in der Stiftung Preußischer Kulturbesitz e. V. und anderen.
Die sieben bedeutendsten Monographien sollen stellvertretend genannt werden:
- Island, Grönland und das nördliche Eismeer im Bild der Kartographie seit dem 10. Jahrhundert. In: Mitteilungen der Geographischen Gesellschaft in Hamburg. Bd. 77, Hamburg 1987, ISBN 3-515-05102-3.
- Kolumbus. Entdeckungen und Irrtümer in der deutschen Kartographie. Umschau, Frankfurt a. M. 1991, ISBN 3-524-69097-1.
- Die Entdeckung der Erde. Geschichte und Geschichten des kartographischen Abenteuers. Umschau, Frankfurt a. M. 1992, ISBN 3-524-69070-X.
- Auf den Spuren der Entdecker am südlichsten Ende der Welt. Edition Petermann, Justus Perthes, Gotha 1996, ISBN 3-623-00350-6.
- 400 Jahre Johannes Mejer: Der große Kartograph aus Husum (1606-1674). KomRegis, Oldenburg 2006, ISBN 3-938501-12-X.
- Geschichte der Kartographie am Beispiel von Hamburg und Schleswig-Holstein. KomRegis Oldenburg 2007, ISBN 978-3-938501-07-8.
- Geschichte und Geschichten der Kartographie von Mecklenburg-Vorpommern. KomRegis, Oldenburg 2008, ISBN 978-3-938501-02-3.